# Отто-Петерс, Луиза
Луиза Отто-Петерс (нем. Louise Otto-Peters; 26 марта 1819, Майсен — 13 марта 1895, Лейпциг) — немецкая писательница, поэтесса, журналистка, полемист, феминистка, общественный деятель.

## Биография
Дочь судьи.
Основательница и лидер всеобщего немецкого женского движения, редактор печатного органа этого союза «Neue Bahnen», выходившего в Лейпциге до её смерти. Твёрдо верила, что немецкая женщина получит принадлежащее ей место в немецком государстве, в первую очередь, за счёт хорошего образования. Её политические идеалы сформировались во время «Весны народов» в 1848 г.
В 1849—1852 годах издавала либеральный журнал для женщин «Frauen-Zeitung», которые впервые в Германии начал пропагандировать политические цели борьбы за права женщин.
В 1858 году вышла замуж за либерального писателя Августа Петерса, но у супругов не было детей, поэтому она не прерывала свою политическую, публицистическую и литературную деятельность.
Как утверждала Клара Цеткин, Л. Отто-Петерс оставалась «узником своего класса», лишь иногда пытаясь вырваться из этих барьеров.

## Творчество
Автор социально-критических романов, повестей и политических эссе, в которых описала нищету промышленных рабочих и их протесты против угнетения, кровавое подавление восстания в Лейпциге, движение за их права, права женщин. Издала несколько сборников поэзии и художественных исторических сочинений, ставших отражением бурных времен середины XIX века.
Писала под псевдонимом Отто Штерн.

## Избранные произведения
- «Der Genius des Hauses, der Natur, der Menschheit» (Вена, 1868—70),
- «Frauenleben im Deutschen Reich» (1876),
- «Schloss und Fabrik» (1846),
- «Neue Bahnen» (1864),
- «Deutsche Wunden» (1872),
- «Aus vier Jahrhunderten» (1883)
- сборники стихотворений: «Lieder eines deutschen Mädchens» (1847) и «Gedichte» (1868).

## Память
- В 1901 году в Лейпциге Л. Отто-Петерс поставлен памятник в парке Розенталь. Её именем названы также площадь, улица и школа.
- В 1974 году выпущена почтовая марка ФРГ, посвящённая Л. Отто-Петерс.